# 彼得·西尔斯
彼得·西尔斯（英語：Peter Sears，1947年3月14日—），美国男子冰球运动员，司职守门员。他曾入选1972年冬季奥林匹克运动会美国男子冰球队名单，但并未上场参赛。